# Andrejs Krisons
Andrejs Krisons (Mežotne, 6 giugno 1909 – 19 agosto 1945) è stato un cestista e calciatore lettone.

## Carriera da cestista
Con la Lettonia ha disputato complessivamente 10 incontri. Ha partecipato a due edizioni degli Europei: Svizzera 1935 (dove non disputò comunque alcun incontro) e Lettonia 1937 (scese in campo in 4 occasioni, mettendo a segno 10 punti).

## Carriera da calciatore

### Club
Nel periodo in cui ha militato in nazionale ha giocato con l'Universitātes Sporta Riga.

### Nazionale
Il 19 agosto 1931 disputò il suo unico incontro in Nazionale, in occasione della gara amichevole contro la Finlandia.

### Statistiche

#### Cronologia presenze e reti in Nazionale
| Cronologia completa delle presenze e delle reti in nazionale ― Lettonia | Cronologia completa delle presenze e delle reti in nazionale ― Lettonia | Cronologia completa delle presenze e delle reti in nazionale ― Lettonia | Cronologia completa delle presenze e delle reti in nazionale ― Lettonia | Cronologia completa delle presenze e delle reti in nazionale ― Lettonia | Cronologia completa delle presenze e delle reti in nazionale ― Lettonia | Cronologia completa delle presenze e delle reti in nazionale ― Lettonia | Cronologia completa delle presenze e delle reti in nazionale ― Lettonia |
| Data                                                                    | Città                                                                   | In casa                                                                 | Risultato                                                               | Ospiti                                                                  | Competizione                                                            | Reti                                                                    | Note                                                                    |
| ----------------------------------------------------------------------- | ----------------------------------------------------------------------- | ----------------------------------------------------------------------- | ----------------------------------------------------------------------- | ----------------------------------------------------------------------- | ----------------------------------------------------------------------- | ----------------------------------------------------------------------- | ----------------------------------------------------------------------- |
| 19-8-1931                                                               | Helsinki                                                                | Lettonia                                                                | 4 – 0                                                                   | Finlandia                                                               | Amichevole                                                              | -                                                                       |                                                                         |
| Totale                                                                  |                                                                         | Presenze                                                                | 1                                                                       |                                                                         | Reti                                                                    | 0                                                                       |                                                                         |